# Отто Десслох
Отто Десслох (нім. Otto Deßloch; нар. 11 червня 1889, Бамберг, Баварія — пом. 13 травня 1977, Мюнхен) — німецький воєначальник часів Третього Рейху, генерал-полковник Люфтваффе (1944). Кавалер Лицарського хреста Залізного хреста з Дубовим листям (1944).

## Біографія
Учасник Першої світової війни, льотчик-винищувач. 13 жовтня 1916 року здійснив вимушену посадку на території Швейцарії і був інтернований, у січні 1917 року звільнений. У квітні—вересні 1919 року командував добровольчим авіаційним батальйоном «Десслох» у складі фрайкору фон Еппа. Учасник боїв з комуністами в Баварії.
Після демобілізації армії залишений у рейхсвері. З квітня 1926 по лютий 1927 року проходив навчання на секретних авіакурсах в Берліні та в СРСР. Зі створенням таємних ВПС 1 грудня 1933 року призначений начальником льотної школи і авіабази в Котбусі. З 1 квітня 1935 року — начальник авіаційних шкіл люфтваффе. З 1 жовтня 1935 року — командир 155-ї авіагрупи (Ансбах), з 12 березня 1936 року — 155-ї, з 1 жовтня 1936 року — 158-ї бомбардувальної ескадри. З 1 лютого 1939 року — командир 6-ї авіаційної дивізії (до 1 квітня 1939 року — 32-га авіаційна дивізія) у Франкфурті-на-Майні.
В кінці Польської кампанії 3 жовтня 1939 року призначений командиром 2-го зеніного корпусу, яким командував під час Французької і Східної кампаній. Одночасно з 25 листопада 1942 по 13 вересня 1943 року очолював командування ВПС «Кавказ», а в лютому — березні 1943 року — «Кубань». З 26 березня по 3 вересня 1943 року — начальник штабу 4-го повітряного флоту, 4 вересня очолив цей флот. Найбільшого успіху досягнув у 1944 році у боях під Тернополем при підтримці групи армій «Південь». З 23 серпня 1944 року — командувач 3-м, з 22 бересня 1944 року — 4-м повітряним флотом (з 21 квітня 1945 року — 4- командування ВПС). Діяв на Балканах, в Угорщині і Словаччині. З 27 квітня 1945 року — командувач 6-м повітряним флотом.
8 травня 1945 року здався у полон англо-американським військам. Звільнений в 1948 році.

## Нагороди
Військова кар'єра
- 3 березня 1911 — фенрих
- 28 жовтня 1912 — лейтенант
- 16 березня 1916 — оберлейтенант
- 1 липня 1921 — гауптман
- 1 червня 1932 — майор
- 1 жовтня 1934 — оберстлейтенант
- 1 квітня 1936 — оберст
- 1 січня 1939 — генерал-майор
- 19 липня 1940 — генерал-лейтенант
- 1 січня 1942 — генерал авіації
- 1 березня 1944 — генерал-полковник

- Медаль принца-регента Луїтпольда (Баварське королівство)
- Залізний хрест
  - 2-го класу (20 серпня 1914)
  - 1-го класу (29 вересня 1915)
- Почесний кубок для переможця у повітряному бою
- Нагрудний знак спостерігача (Баварія) (1 лютого 1915)
- Орден «За заслуги» (Баварія) 4-го класу з мечами і короною
  - орден з мечами (19 квітня 1915)
  - орден з короною і мечами (9 листопада 1917)
- Нагрудний знак пілота (Баварія) (8 серпня 1916)
- Нагрудний знак «За поранення» в чорному (15 травня 1918)
- Почесний хрест ветерана війни з мечами
- Медаль «За вислугу років у Вермахті» 4-го, 3-го, 2-го і 1-го класів (25 років)
- Медаль «У пам'ять 13 березня 1938 року»
- Комбінований Знак Пілот-Спостерігач в золоті з діамантами
- Застібка до Залізного хреста
  - 2-го класу (13 травня 1940)
  - 1-го класу (24 травня 1940)
- Лицарський хрест Залізного хреста з дубовим листям
  - Лицарський хрест (№ 74; 24 червня 1940)
  - Дубове листя (№ 470; 10 травня 1944)
- Почесний Кубок Люфтваффе
- Медаль «За зимову кампанію на Сході 1941/42»
- Нагрудний знак пілота (Румунія)
- Орден «Доблесний авіатор», командорський хрест (Румунія)
- 4 рази відзначений у щоденній доповіді «Вермахтберіхт»